# Tom McClintock

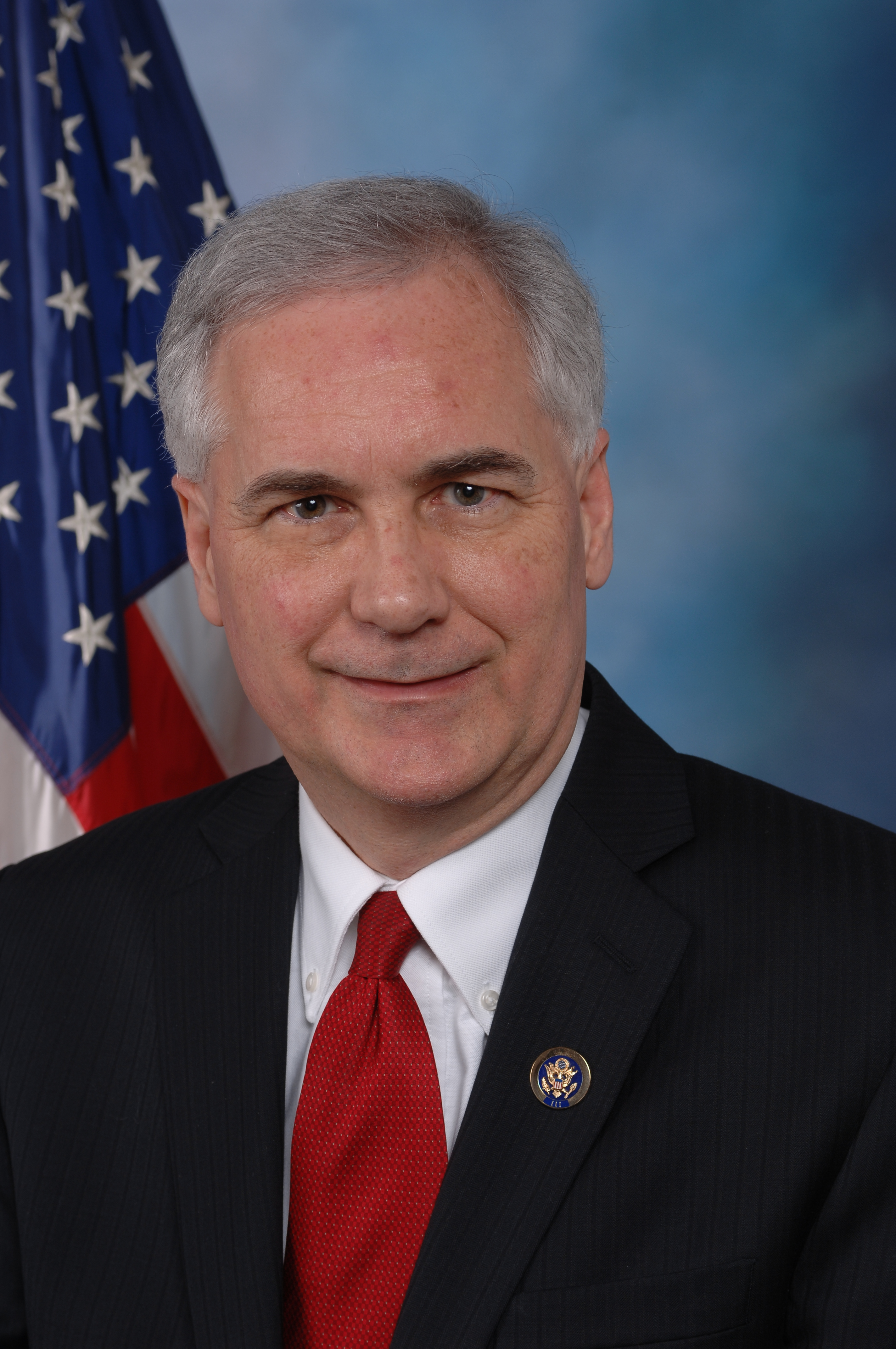
Tom McClintock (2011)

Thomas Miller „Tom“ McClintock (* 10. Juli 1956 in Bronxville, New York) ist ein US-amerikanischer Politiker der Republikanischen Partei. Seit 2009 vertritt er den fünften Distrikt des Bundesstaats Kalifornien im US-Repräsentantenhaus.

## Privatleben
Tom McClintock studierte bis 1988 an der University of California in Los Angeles und arbeitete danach als Journalist.
McClintock ist verheiratet und hat zwei Kinder. Privat lebt er in Elk Grove.

## Politik

### Bundesstaat Kalifornien
Politisch schloss er sich der Republikanischen Partei an. Zwischen 1982 und 1992 war er Abgeordneter in der California State Assembly. Im Jahr 1992 verzichtete er zugunsten einer Kandidatur für das US-Repräsentantenhaus auf eine weitere Wiederwahl für das Staatsparlament. Er konnte sich jedoch nicht durchsetzen. Er wurde 1996 wiederum in die State Assembly gewählt und saß dort bis zum Jahr 2000. Zwischen 2000 und 2008 gehörte er dem Senat von Kalifornien (Staatssenat) an. 2003 trat er bei der Neuwahl für das Amt des Gouverneurs von Kalifornien an und belegte Platz drei hinter dem siegreichen Arnold Schwarzenegger sowie Cruz Bustamante. Drei Jahre später (2005) war er auch bei der Wahl zum Vizegouverneur (Lieutenant Governor) erfolglos.

### US-Repräsentantenhaus
Bei der Wahl zum Repräsentantenhaus der Vereinigten Staaten 2008 wurde McClintock im vierten Kongresswahlbezirk von Kalifornien in das US-Repräsentantenhaus in Washington, D.C. gewählt, wo er am 3. Januar 2009 die Nachfolge von John Doolittle antrat, der nach 28 Jahren im Kongress nicht erneut kandidierte. Er konnte alle folgenden acht Wahlen zwischen 2010 und 2024 ebenfalls gewinnen, und kann sein Amt dadurch bis heute ausüben. Seine aktuelle Legislaturperiode im Repräsentantenhaus des 119. Kongresses läuft noch bis zum 3. Januar 2027.

### Ausschüsse
Er ist aktuell Mitglied in folgenden Ausschüssen des Repräsentantenhauses:
- Committee on Natural Resources
  - National Parks, Forests, and Public Lands
  - Water, Oceans, and Wildlife
- Committee on the Budget
- Committee on the Judiciary
  - Immigration and Citizenship (Ranking Member)
  - The Constitution, Civil Rights, and Civil Liberties

### Standpunkte
McClintock bestreitet die Notwendigkeit der Schutzmaßnahmen gegen die COVID-19-Pandemie in den Vereinigten Staaten. Außerdem bezweifelte er die Ergebnisse der Präsidentschaftswahl in den Vereinigten Staaten 2020. Auch nach dem Sturm auf das Kapitol in Washington 2021 wollte er kein zweites Amtsenthebungsverfahren gegen Donald Trump eröffnen.